# Ресен (община)
Вижте пояснителната страница за други значения на Преспа.
Ресен (на македонска литературна норма: Општина Ресен) е община, разположена в историко-географската област Горна Преспа и северната част на Долна Преспа в югозападната част на Северна Македония около Голямото Преспанско езеро на площ от 550,77 km2 със седалище едноименният град Ресен.
Освен град Ресен в общината влизат 43 села. Гъстотата на населението е 30,55 жители на km2.

## Структура на населението
Според преброяването от 2002 година община Ресен има 16 825 жители.
| Етническа принадлежност | Процент |
| северномакедонци        | 76,07%  |
| албанци                 | 9,13%   |
| турци                   | 10,68%  |
| роми                    | 1,09%   |
| власи                   | 0,15%   |
| сърби                   | 0,44%   |
| бошняци                 | 0,01%   |
| други                   | 2,43%   |